# Marienkirche (Wildentierbach)

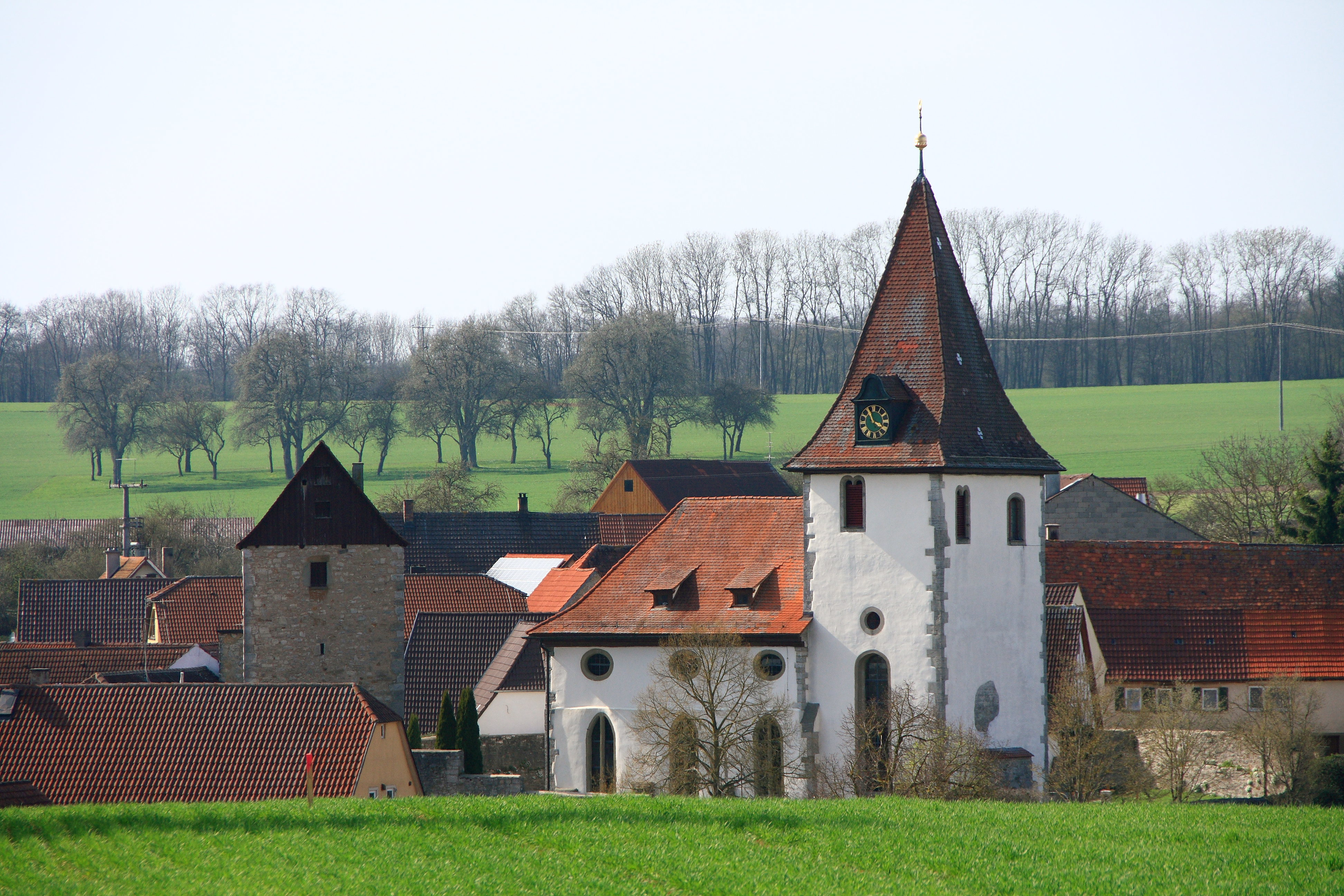
Marienkirche in Wildentierbach

Die Marienkirche ist eine evangelische Kirche in Wildentierbach, einem Stadtteil von Niederstetten im Main-Tauber-Kreis in Baden-Württemberg. Das Bauwerk ist beim Landesamt für Denkmalpflege Baden-Württemberg als Baudenkmal eingetragen. Die Kirchengemeinde gehört zur Verbundkirchengemeinde Wildentierbach im Kirchenbezirk Weikersheim der Evangelischen Landeskirche in Württemberg.

## Beschreibung
Die romanische Saalkirche wurde im 14. Jahrhundert als Wehrkirche erbaut. Sie besteht aus einem Langhaus und einem Kirchturm im Osten, dem Chorturm eines älteren Vorgängerbaus, der mit einem querrechteckigen Zeltdach bedeckt wurde. Auf einer Dachgaube des Kirchturms befindet sich das Zifferblatt der Turmuhr. Am Außenraum befinden sich mehrere Epitaphien. Von den gotischen Wandmalereien im Innenraum sind nur noch Reste erhalten. Die Kirchenausstattung wurde erst in der Zeit nach 1775 errichtet. Die Orgel wurde aus Teilen zusammengebaut, die Aug. Laukhuff geliefert hatte.